# Brotherhood of Blood
Brotherhood of Blood je americký horor z roku 2007, ve kterém hrají Victoria Pratt, Sid Haig a KenForee, režírovali jej Peter Scheerer a Michael Roesch. Film měl světovou premiéru na španělském filmovém festivalu v Sitges v říjnu 2007.

## Obsah filmu
Je to klaustrofobní thriller o skupině upírů – lovců, kteří se ocitli na frontě staletí starého boje mezi upíry a nebezpečným upířím démonem.
Carrie Rieger, mladá upírská lovkyně, je uvězněna, spoutána a hlídána upíry v temném vězení. Čas utíká a ona ví, že se musí vysvobodit. Ví, že společně s upíry se blíží i nebezpečí. Tato noc bude rozhodující.
Carrie se dostala na nebezpečnou cestu: muž, který se vrátil z daleké cesty, se změnil na upíra a jeho proměna nadále pokračuje, stává se z něj něco, čeho se obávají dokonce i samotní upíři. Až když téměř celá skupina lovců byla v bitvě pobita, pochopila Carrie, že se ocitla uprostřed války. Z lovců se stali kořistí. Jeden zraněný upír, kterého zajali v bitvě, by mohl vnést světlo do situace.
Zlo se však nezadržitelně přibližuje. Upíři utíkají, mají strach z návratu upíra – démona, kterého upíří princové před mnoha stoletími zabili. Přesto se vrátil. Ve svém novém těle se připravuje na pomstu – na zničení všeho, co mu kdy stálo v cestě. Ještě pořád mu ale chybí jeho stará síla...

## Obsazení
| Victoria Pratt       | Carrie Rieger |
| Sid Haig             | Pashek        |
| Ken Foree            | Stanis        |
| Jason Connery        | Keaton        |
| William Snow         | Thomas        |
| Wes Ramsey           | Fork          |
| Jeremy James Kissner | Derek         |
| Rachel Grant         | Jill          |